# Zapalasaurus bonapartei
Zapalasaurus bonapartei es la única especie conocida del género extinto  Zapalasaurus   (“lagarto de Zapala”), un dinosaurio saurópodo diplodocoide, que vivió a principios y mediados del período Cretácico, entre 130 y 122 millones de años, desde el Barremiense al Aptiense, en lo que es hoy Sudamérica.

## Descripción
La cabeza del fémur tenía un diámetro de 30,5 centímetros, lo que indica una longitud corporal de unos 15 metros. Tenía un cuello largo con vértebras con espinas bajas a diferencia del Limaysaurus. Zapalasaurus  se distingue por la escasa altura de las espinas neurales cervicales, y por la condición anfiplática de sus vértebras caudales anteriores. Exhibe  una serie de caracteres que son interpretados como autapomórficos: arcos neurales cervicales con una lámina uniendo la prezigapófisis y el sector zigapofisial de la lámina postzigodiapofisial; arco neurales cervicales con la lámina postzigodiapofisial reducida en su sector diapofisial; aros neurales cervicales con la lámina espinoprezigapofisial pobremente desarrollada, que no alcanza el extremo de la espina neural; vértebras caudales medias y posteriores con la espina neural anteroposteriormente alargada, cuyo extremo anterior se ubica a un nivel más alto que el extremo posterior; vértebras caudales duplican su largo en las 20 primeras vértebras. Se supone que Zapalasaurus tiene un cuello largo que se habría desarrollado para adaptarse a la alimentación, lo que permite que su cuello oscile en forma de arco. Esto permitiría a Zapalasaurus navegar por una amplia variedad de plantas y verduras sin tener que caminar muy lejos.

## Descubrimiento e investigación
Zapalasaurus  se conoce por un ejemplar recolectado en la formación La Amarga, noroeste de Patagonia, Provincia del Neuquén, Argentina a 80 kilómetros al norte de la ciudad de Zapala. El holotipo, Pv-6127-MOZ, provendría de depósitos fangosos de llanura aluvial ubicados en los tramos superiores del Miembro Piedra Parada de dicha formación, constituyendo el primer registro fósil para la citada unidad. El fósil consiste en un esqueleto sin cráneo. Se conservan: una vértebra cervical media anterior, un trozo presumiblemente contiguo de 17 vértebras de la cola anterior, un trozo de sacro, una mitad pélvica izquierda, un fémur izquierdo y una tibia izquierda. La especie fue nombrada y descrita en 2006 por Leonardo Salgado , Ismar de Souza Carvalho y Alberto Carlos Garrido. El nombre del género hace referencia a la ciudad de Zapala, el nombre de la especie hace honor al paleontólogo José Fernando Bonaparte, quien excavó los restos en La Picaza en 1995 y 1996 en una expedición conjunta del Museo Argentino de Ciencias Naturales “Bernardino Rivadavia” , y el Museo “prof. Dr. Juan A. Olsacher”. En 2004 se encontró material adicional. Hasta la fecha, el registro de saurópodos en la parte alta del Cretácico Inferior de Patagonia consistía en un único grupo de diplodocoides, los rebaquisáuridos, representados por dos géneros estrechamente relacionados, Limaysaurus y Rayososaurus. El registro de Agustinia, un posible diplodocoide y Zapalasaurus hace suponer que la diversidad de diplodocoides basales en la parten alta del Cretácico Inferior de Sudamérica es mayor de lo que se pensaba. Según parece, en el Cretácico Inferior de Sudamérica los diplodocoides fueron al menos tan abundantes y diversos como los titanosauriformes. Esta situación contrasta notablemente con la que se da en el Cretácico Inferior de Norteamérica, donde no se registran saurópodos pertenecientes al primero de los grupos. Los autores concluyen al examinar el esqueleto que "El registro de Zapalasaurus bonapartei muestra que, al menos en la Cuenca Neuquina, los diplodocoideos basales eran más diversos de lo que se pensaba".

## Clasificación
Zapalasaurus bonapartei fue considerado inicialmente como el grupo hermano de los demás Diplodocoidea, excluyendo a Haplocanthosaurus, pero últimamente se ha consolidado como rebaquisáurido. Con ellos comparte unas vértebras caudales anteriores con componente dorsal del proceso transverso bien desarrollado.

### Filogenia
En 2015, Frederico Fanti y sus colegas revisaron el género Tataouinea y realizaron un nuevo análisis filogenético de Rebbachisauridae donde incluyen a Zapalasaurus

|  | Cathartesaura |
|  |               |
|  | Limaysaurus   |
|  |               |

|  | Nigersaurus                                                                                   |
|  |                                                                                               |
|  | \| \| Rebbachisaurus \| \| \| \| \| \| Demandasaurus \| \| \| \| \| \| Tataouinea \| \| \| \| |
|  |                                                                                               |
|  | Rebbachisaurus                                                                                |
|  |                                                                                               |
|  | Demandasaurus                                                                                 |
|  |                                                                                               |
|  | Tataouinea                                                                                    |
|  |                                                                                               |

|  | Rebbachisaurus |
|  |                |
|  | Demandasaurus  |
|  |                |
|  | Tataouinea     |
|  |                |

|  | Nigersaurus                                                                                   |
|  |                                                                                               |
|  | \| \| Rebbachisaurus \| \| \| \| \| \| Demandasaurus \| \| \| \| \| \| Tataouinea \| \| \| \| |
|  |                                                                                               |
|  | Rebbachisaurus                                                                                |
|  |                                                                                               |
|  | Demandasaurus                                                                                 |
|  |                                                                                               |
|  | Tataouinea                                                                                    |
|  |                                                                                               |

|  | Rebbachisaurus |
|  |                |
|  | Demandasaurus  |
|  |                |
|  | Tataouinea     |
|  |                |

|  | Cathartesaura |
|  |               |
|  | Limaysaurus   |
|  |               |

|  | Nigersaurus                                                                                   |
|  |                                                                                               |
|  | \| \| Rebbachisaurus \| \| \| \| \| \| Demandasaurus \| \| \| \| \| \| Tataouinea \| \| \| \| |
|  |                                                                                               |
|  | Rebbachisaurus                                                                                |
|  |                                                                                               |
|  | Demandasaurus                                                                                 |
|  |                                                                                               |
|  | Tataouinea                                                                                    |
|  |                                                                                               |

|  | Rebbachisaurus |
|  |                |
|  | Demandasaurus  |
|  |                |
|  | Tataouinea     |
|  |                |

|  | Nigersaurus                                                                                   |
|  |                                                                                               |
|  | \| \| Rebbachisaurus \| \| \| \| \| \| Demandasaurus \| \| \| \| \| \| Tataouinea \| \| \| \| |
|  |                                                                                               |
|  | Rebbachisaurus                                                                                |
|  |                                                                                               |
|  | Demandasaurus                                                                                 |
|  |                                                                                               |
|  | Tataouinea                                                                                    |
|  |                                                                                               |

|  | Rebbachisaurus |
|  |                |
|  | Demandasaurus  |
|  |                |
|  | Tataouinea     |
|  |                |

|  | Cathartesaura |
|  |               |
|  | Limaysaurus   |
|  |               |

|  | Nigersaurus                                                                                   |
|  |                                                                                               |
|  | \| \| Rebbachisaurus \| \| \| \| \| \| Demandasaurus \| \| \| \| \| \| Tataouinea \| \| \| \| |
|  |                                                                                               |
|  | Rebbachisaurus                                                                                |
|  |                                                                                               |
|  | Demandasaurus                                                                                 |
|  |                                                                                               |
|  | Tataouinea                                                                                    |
|  |                                                                                               |

|  | Rebbachisaurus |
|  |                |
|  | Demandasaurus  |
|  |                |
|  | Tataouinea     |
|  |                |

|  | Nigersaurus                                                                                   |
|  |                                                                                               |
|  | \| \| Rebbachisaurus \| \| \| \| \| \| Demandasaurus \| \| \| \| \| \| Tataouinea \| \| \| \| |
|  |                                                                                               |
|  | Rebbachisaurus                                                                                |
|  |                                                                                               |
|  | Demandasaurus                                                                                 |
|  |                                                                                               |
|  | Tataouinea                                                                                    |
|  |                                                                                               |

|  | Rebbachisaurus |
|  |                |
|  | Demandasaurus  |
|  |                |
|  | Tataouinea     |
|  |                |

|  | Cathartesaura |
|  |               |
|  | Limaysaurus   |
|  |               |

|  | Nigersaurus                                                                                   |
|  |                                                                                               |
|  | \| \| Rebbachisaurus \| \| \| \| \| \| Demandasaurus \| \| \| \| \| \| Tataouinea \| \| \| \| |
|  |                                                                                               |
|  | Rebbachisaurus                                                                                |
|  |                                                                                               |
|  | Demandasaurus                                                                                 |
|  |                                                                                               |
|  | Tataouinea                                                                                    |
|  |                                                                                               |

|  | Rebbachisaurus |
|  |                |
|  | Demandasaurus  |
|  |                |
|  | Tataouinea     |
|  |                |

|  | Nigersaurus                                                                                   |
|  |                                                                                               |
|  | \| \| Rebbachisaurus \| \| \| \| \| \| Demandasaurus \| \| \| \| \| \| Tataouinea \| \| \| \| |
|  |                                                                                               |
|  | Rebbachisaurus                                                                                |
|  |                                                                                               |
|  | Demandasaurus                                                                                 |
|  |                                                                                               |
|  | Tataouinea                                                                                    |
|  |                                                                                               |

|  | Rebbachisaurus |
|  |                |
|  | Demandasaurus  |
|  |                |
|  | Tataouinea     |
|  |                |

|  | Cathartesaura |
|  |               |
|  | Limaysaurus   |
|  |               |

|  | Nigersaurus                                                                                   |
|  |                                                                                               |
|  | \| \| Rebbachisaurus \| \| \| \| \| \| Demandasaurus \| \| \| \| \| \| Tataouinea \| \| \| \| |
|  |                                                                                               |
|  | Rebbachisaurus                                                                                |
|  |                                                                                               |
|  | Demandasaurus                                                                                 |
|  |                                                                                               |
|  | Tataouinea                                                                                    |
|  |                                                                                               |

|  | Rebbachisaurus |
|  |                |
|  | Demandasaurus  |
|  |                |
|  | Tataouinea     |
|  |                |

|  | Nigersaurus                                                                                   |
|  |                                                                                               |
|  | \| \| Rebbachisaurus \| \| \| \| \| \| Demandasaurus \| \| \| \| \| \| Tataouinea \| \| \| \| |
|  |                                                                                               |
|  | Rebbachisaurus                                                                                |
|  |                                                                                               |
|  | Demandasaurus                                                                                 |
|  |                                                                                               |
|  | Tataouinea                                                                                    |
|  |                                                                                               |

|  | Rebbachisaurus |
|  |                |
|  | Demandasaurus  |
|  |                |
|  | Tataouinea     |
|  |                |

|  | Cathartesaura |
|  |               |
|  | Limaysaurus   |
|  |               |

|  | Nigersaurus                                                                                   |
|  |                                                                                               |
|  | \| \| Rebbachisaurus \| \| \| \| \| \| Demandasaurus \| \| \| \| \| \| Tataouinea \| \| \| \| |
|  |                                                                                               |
|  | Rebbachisaurus                                                                                |
|  |                                                                                               |
|  | Demandasaurus                                                                                 |
|  |                                                                                               |
|  | Tataouinea                                                                                    |
|  |                                                                                               |

|  | Rebbachisaurus |
|  |                |
|  | Demandasaurus  |
|  |                |
|  | Tataouinea     |
|  |                |

|  | Nigersaurus                                                                                   |
|  |                                                                                               |
|  | \| \| Rebbachisaurus \| \| \| \| \| \| Demandasaurus \| \| \| \| \| \| Tataouinea \| \| \| \| |
|  |                                                                                               |
|  | Rebbachisaurus                                                                                |
|  |                                                                                               |
|  | Demandasaurus                                                                                 |
|  |                                                                                               |
|  | Tataouinea                                                                                    |
|  |                                                                                               |

|  | Rebbachisaurus |
|  |                |
|  | Demandasaurus  |
|  |                |
|  | Tataouinea     |
|  |                |

|  | Cathartesaura |
|  |               |
|  | Limaysaurus   |
|  |               |

|  | Nigersaurus                                                                                   |
|  |                                                                                               |
|  | \| \| Rebbachisaurus \| \| \| \| \| \| Demandasaurus \| \| \| \| \| \| Tataouinea \| \| \| \| |
|  |                                                                                               |
|  | Rebbachisaurus                                                                                |
|  |                                                                                               |
|  | Demandasaurus                                                                                 |
|  |                                                                                               |
|  | Tataouinea                                                                                    |
|  |                                                                                               |

|  | Rebbachisaurus |
|  |                |
|  | Demandasaurus  |
|  |                |
|  | Tataouinea     |
|  |                |

|  | Nigersaurus                                                                                   |
|  |                                                                                               |
|  | \| \| Rebbachisaurus \| \| \| \| \| \| Demandasaurus \| \| \| \| \| \| Tataouinea \| \| \| \| |
|  |                                                                                               |
|  | Rebbachisaurus                                                                                |
|  |                                                                                               |
|  | Demandasaurus                                                                                 |
|  |                                                                                               |
|  | Tataouinea                                                                                    |
|  |                                                                                               |

|  | Rebbachisaurus |
|  |                |
|  | Demandasaurus  |
|  |                |
|  | Tataouinea     |
|  |                |

|  | Cathartesaura |
|  |               |
|  | Limaysaurus   |
|  |               |

|  | Nigersaurus                                                                                   |
|  |                                                                                               |
|  | \| \| Rebbachisaurus \| \| \| \| \| \| Demandasaurus \| \| \| \| \| \| Tataouinea \| \| \| \| |
|  |                                                                                               |
|  | Rebbachisaurus                                                                                |
|  |                                                                                               |
|  | Demandasaurus                                                                                 |
|  |                                                                                               |
|  | Tataouinea                                                                                    |
|  |                                                                                               |

|  | Rebbachisaurus |
|  |                |
|  | Demandasaurus  |
|  |                |
|  | Tataouinea     |
|  |                |

|  | Nigersaurus                                                                                   |
|  |                                                                                               |
|  | \| \| Rebbachisaurus \| \| \| \| \| \| Demandasaurus \| \| \| \| \| \| Tataouinea \| \| \| \| |
|  |                                                                                               |
|  | Rebbachisaurus                                                                                |
|  |                                                                                               |
|  | Demandasaurus                                                                                 |
|  |                                                                                               |
|  | Tataouinea                                                                                    |
|  |                                                                                               |

|  | Rebbachisaurus |
|  |                |
|  | Demandasaurus  |
|  |                |
|  | Tataouinea     |
|  |                |